# Brauerei Gleumes
 (avril 2021).
Si vous disposez d'ouvrages ou d'articles de référence ou si vous connaissez des sites web de qualité traitant du thème abordé ici, merci de compléter l'article en donnant les références utiles à sa vérifiabilité et en les liant à la section « Notes et références ».
La Brauerei Gleumes est une brasserie à Krefeld.

## Histoire
En 1896, August Gleumes acquiert la brasserie et la malterie. Il est marié à Maria Wienges depuis 1893. Sous le nom de "Wienges", on trouve une autre ancienne brasserie à Krefeld, qui brassait sa bière depuis plusieurs années, conformément à la recette originale de plusieurs autres brasseries, et ne brassait plus elle-même. August Gleumes est le véritable fondateur de la brasserie Gleumes, même si une brasserie était déjà établie au même endroit. Depuis 1896, une bière blonde est brassée ici. Herbst Pitt demande à la brasserie de produire une autre bière vieillie à fermentation haute, qui est servie dans l'économie locale sur la base de la recette originale de Herbst Pitt.

## Production
- Gleumes Lagerbier (ou Gleumes Alt)
- Gleumes Hellbier
- Gleumes Weizenbier